# Kony Ealy
(en) Statistiques sur pro-football-reference
Kony Ealy, né le 21 décembre 1991 à Morganton, Caroline du Nord, est un joueur américain de football américain et de football canadien évoluant au poste de defensive end.

## Carrière professionnelle

### Panthers de la Caroline (2014-2016)
Sélectionné en 60e position de la draft 2014 de la NFL par les Panthers de la Caroline, Kony Ealy signe un contrat de 4 ans pour 3,55 millions de dollars. Il termine sa première saison dans la ligue dans l'équipe des meilleurs débutants de la NFL selon Sports Illustrated. Il continue à se développer lors de sa deuxième saison, contribuant à l'aventure des Panthers jusqu'au Super Bowl 50 qu'il perd contre les Broncos de Denver. Ealy joue toutes les rencontres de la saison 2016, enregistrant 32 plaquages, 5 sacks et une interception. Lors du Super Bowl 50, il intercepte Peyton Manning.

### Patriots de la Nouvelle-Angleterre (2017)
Entre les saisons 2016 et 2017, les Patriots de la Nouvelle-Angleterre échangent un deuxième tour de draft afin de recruter Kony Ealy. Ils reçoivent également un troisième tour de draft des Panthers dans l'échange. En fin de contrat, Ealy rejoint une franchise qui vient de remporter le Super Bowl. Il est cependant retranché de l'alignement le 26 août

### Jets de New York (2017)
Ealy signe avec les Jets de New York le 27 août 2017 et joue dans 15 matchs, enregistrant 14 plaqués, un sac du quart et une interception.

### Raiders d'Oakland (2018)
Il est engagé par les Cowboys de Dallas le 10 avril mais est retranché le 1er septembre. Il signe ensuite avec les Raiders d'Oakland le 3 novembre et prend part à 5 matchs.

### Roughnecks de Houston (2020)
Il s'engage dans la nouvelle XFL en 2020, jouant pour les Roughnecks de Houston. La ligue cesse bientôt ses opérations.

### Argonauts de Toronto (2021-)
Le 22 février 2021 les Argonauts de Toronto de la Ligue canadienne de football font son acquisition sur le marché des agents libres.